# 우츠노미야 경전철 우츠노미야 하가 경전철선

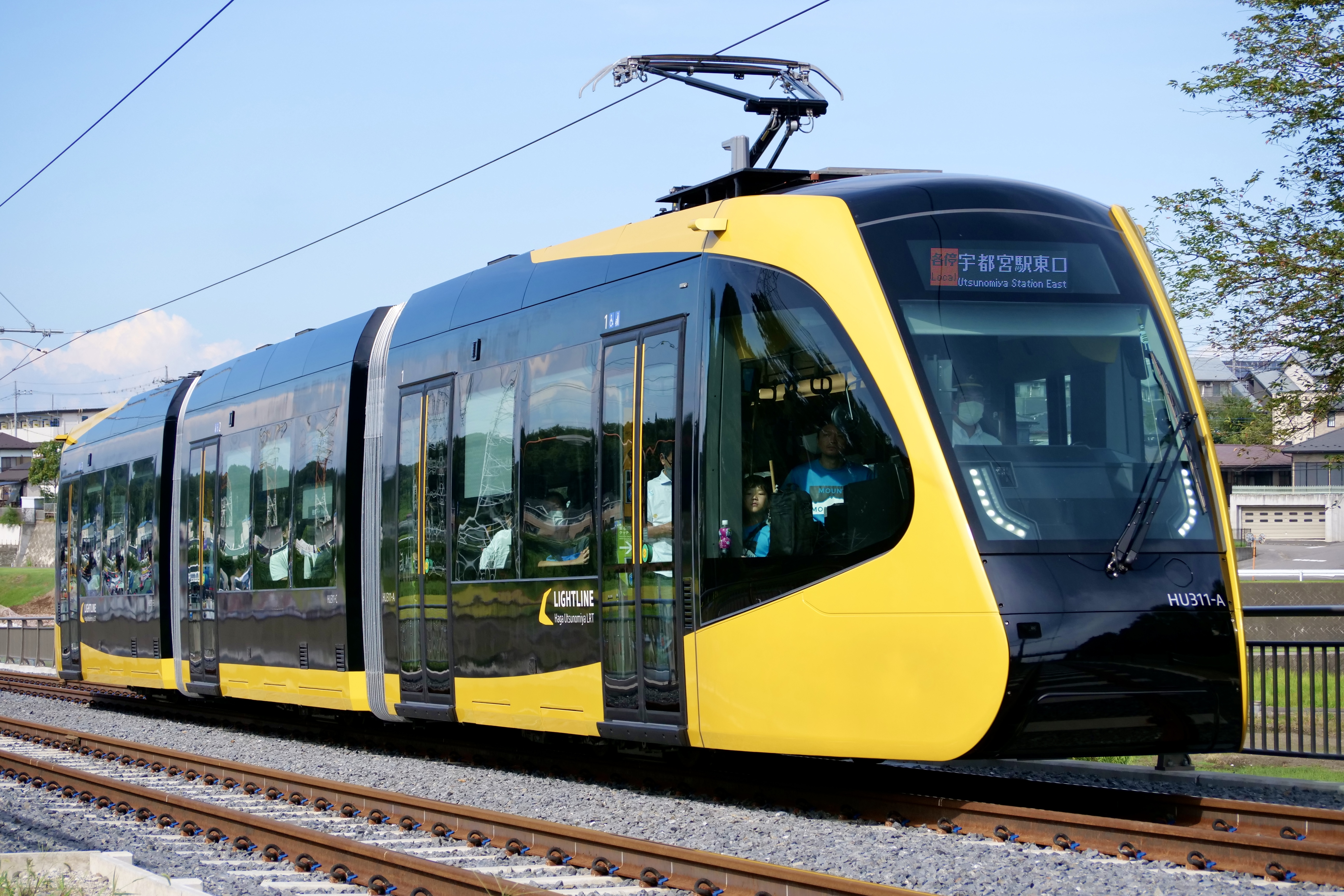
차량

우츠노미야 하가 경전철선(宇都宮芳賀ライトレール線) 은 도치기현 우쓰노미야시 우쓰노미야역 동구 정류장에서 같은 현 호가군 호가초의 호가・타카네자와 공업단지 정류장을 연결하는 우쓰노미야 경전철의 경전철(LRT, 궤도법 적용) 노선이다. 애칭은 '라이트 라인'이다.

## 개요
철도보다 수송력이나 설비를 낮춘 궤도 노선 형태인 경전철의 노선이다. 국토교통성이 정의하는 차세대 전차 시스템을 도입하여 우쓰노미야시가 추진하는 '네트워크형 콤팩트 시티(NCC)' 도시 건설에 있어 시역의 동서를 종단하는 철도와 궤도 노선으로 '동서간선 공공교통'으로 자리매김하고 있다.

### 노선 데이터
- 노선 거리(실거리) : 총연장 14.6 km
- 이중 겸용궤도 약 11.1km(우쓰노미야역 동쪽 출구 - 히라이시 / 세이료 고등학교 앞 - 그린 스타디움 앞 / 유이노모리 서쪽 - 호가・다카네자와 공업단지), 전용궤도 약 3.5km
- 시설은 우쓰노미야시(12.1km), 호가초(2.5km) 소유
- 궤간 : 1,067 mm
- 전철화 구간: 전선
- 전압: 직류 750 V
- 급경사 : 60 ‰ (청릉고등학교 앞 정류장 부근, 카시노모리 공원 앞 정류장 부근 등)
- 급커브 반경: 25m(우쓰노미야역 동쪽 출구 정류장 부근)
- 역 수: 19개 역(기종점 역 포함)
- 복선 구간: 전선
- 대피시설: 2개 역(히라이시시, 그린 스타디움 앞)(당초 계획은 4개 역)
- 전구간 소요시간 : 약 42분(쾌속), 약 44~48분(각 정거장 정차)
- 차량기지: 1개소(신4호 국도 부근)
- 변전소: 4개소

## 역사
- 2023년 8월 26일:개업

## 운행 형태
평일 아침 러시아워에 쾌속열차(후술)가 운행되는 것을 제외하고는 모두 각 역 정차만 운행한다. 운행 간격은 러시아워(대략 평일 6~9시, 17~19시)는 대체로 6~8분 간격, 그 외의 비수기(평일 상기 시간대 외 및 휴일)에는 12분 간격으로 운행된다.

## 승차 제도
현금으로 요금을 지불하는 경우, 정류장에 설치된 발권기에서 승차 정리권을 받아 선두 차량의 맨 앞쪽 문에서 승차하고, 하차할 때도 선두 차량의 맨 앞쪽 문에서 정리권과 요금을 요금함에 넣은 후 하차한다(선승 후 하차).
IC카드 승차권은 지역 연계형 IC카드인 totra 외에 Suica 카드도 사용할 수 있으며, IC카드 이용 시에는 모든 출입문에서 승하차가 가능하며, 승차 시와 하차 시 각각 출입문 옆의 IC카드 리더기에 카드를 터치하여 이용한다. 일본 노면전차에서 신용 승차 방식을 채택한 것은 이 노선이 처음이다.

### 1일 승차권
2023년 11월 3일부터 우쓰노미야 호가 경전철 전 노선을 무제한으로 이용할 수 있는 '경전철 하루 승차권'의 발매가 시작되었다. 가격은 어른 1,000엔, 어린이 500엔이며, 우쓰노미야 만두회 직영점이나 연선 만두집에서 사용할 수 있는 300엔 상당의 금권이 포함된 1,300엔짜리 만두권 포함 승차권도 라인업에 포함됐다. 일일 승차권 이용자는 차량의 모든 문에서 승하차가 가능하며, 승차권을 목에 걸고 주변에서 볼 수 있도록 사용해야 한다. 승차권은 종이 승차권으로 정기권 판매소에서 판매한다. 또한, 이용자 혜택으로 연선 21개 음식점 등에서 본 승차권을 제시하면 음료 서비스 및 상품 할인을 받을 수 있다.

## 정류장 목록
| 정류장 번호 | 정류장명                           | 일본어 정류장명                    | 쾌속정거장 | 영업 km | 환승 노선                                                                                                  |
| ----------- | ---------------------------------- | ---------------------------------- | ---------- | ------- | --- |
| 01          | 우쓰노미야역 동구 정류장           | 宇都宮駅東口停留場                 | ●          | 0.0     | JR 동일본 우쓰노미야역 - 도호쿠 신칸센・야마가타 신칸센 - 우쓰노미야선(도호쿠본선) - 가라스야마선 - 닛코선 |
| 02          | 히가시주쿠고 정류장                | 東宿郷停留場                       | ↓          | 0.4     | |
| 03          | 에키히가시 공원 앞 정류장          | 駅東公園前停留場                   | ↓          | 0.8     | |
| 04          | 미네 정류장                        | 峰停留場                           | ↓          | 1.5     | |
| 05          | 양동3초메 정류장                   | 陽東3丁目停留場                    | ↓          | 2.1     | |
| 06          | 우츠노미야 대학 양동 캠퍼스 정류장 | 宇都宮大学陽東キャンパス停留場     | ●          | 2.8     | |
| 07          | 히라이시 정류장                    | 平石停留場                         | ●          | 3.7     | |
| 08          | 히라이시 추오 초등학교 앞 정류장   | 平石中央小学校前停留場             | ↓          | 4.2     | |
| 09          | 토비야마 성터 정류장               | 飛山城跡停留場                     | ↓          | 6.1     | |
| 10          | 기요하라고등학교 앞 정류장         | 清陵高校前停留場                   | ●          | 7.4     | |
| 11          | 기요하라지구 시민회관 앞 정류장    | 清原地区市民センター前停留場       | ●          | 8.2     | |
| 12          | 그린스타디움 앞 정류장             | グリーンスタジアム前停留場         | ●          | 9.0     | |
| 13          | 유이노샤 니시 정류장               | ゆいの杜西停留場                   | ●          | 10.7    | |
| 14          | 유이노샤 추오 정류장               | ゆいの杜中央停留場                 | ●          | 11.2    | |
| 15          | 유이노샤 히가시 정류장             | ゆいの杜東停留場                   | ●          | 11.7    | |
| 16          | 하가타이 정류장                    | 芳賀台停留場                       | ●          | 12.4    | |
| 17          | 하가초 산업단지 관리센터 앞 정류장 | 芳賀町工業団地管理センター前停留場 | ●          | 12.9    | |
| 18          | 카시노모리 공원 앞 정류장          | かしの森公園前停留場               | ●          | 13.8    | |
| 19          | 하가・타카네자와 공업단지 정류장   | 芳賀・高根沢工業団地停留場         | ●          | 14.5    | |